# Брајан Груда
Брајан Груда (Шпајер, 31. мај 2004) је немачки фудбалер албанског порекла који тренутно наступа за Брајтон и Хоув албиона. Игра на позицији везног играча.
Груда је пореклом из Скадра у Албанији. Његов отац Бујар Груда, бивши је фудбалер Влазније из Скадра.